# メットイン
メットインは、オートバイにおける収納機能およびその収納スペースである。おもにヘルメットを収納する用途を想定して設計されているため「メットイン」と呼ばれる。

## 概要
自動車のトランクに比べると、オートバイはその構造およびサイズの関係上から、ごく限られた収納スペースしか持たないのが一般的である。
従来は、スクーターのレッグシールド後部にラックが設けられていたりグローブボックス程度しかなかったが、1980年代後半からヘルメットを収納できる容量のスペースを採用する車種が増えている。
1985年にはヤマハ・ボクスンが座席下にフルフェイス型ヘルメットが収納可能なトランクを装備して発売された。「メットイン」の名称が使われたのは1987年に発売されたホンダ・タクトフルマークが最初であり、ホンダが商標登録している。以後、メットインは原動機付き自転車以外にも採用されるようになった。スクーターの多くにメットイントランクが設けられており、排気量250ccやそれを超えるクラスのスクーターではヘルメットが2つ収納出来るトランクを内蔵している車種が多い。
スクーター以外のオートバイもメットインをそなえた車種が販売されている。1990年にはスズキ・アクロス（250ccモデル）が発売され、1991年にはホンダ・NS-1（50ccモデル）が発売。双方共にガソリンタンクに見える部分はヘルメットを1つ収容可能なトランクとなっており、ガソリンタンクはタンデムシート下などに移動されている。2006年にアプリリアからMANA850、2011年にはホンダ・インテグラおよびホンダ・NC700X/Sがリリースされている。
ホンダ・ゴールドウイングでは、派生モデルによってはフルフェイスヘルメット2つ以上の収納容量を備えている。